# John Pakington, 1. Baron Hampton

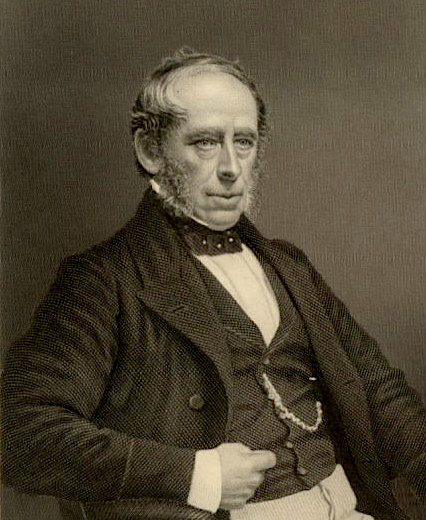
John Pakington, 1. Baron Hampton

John Somerset Pakington, 1. Baron Hampton GCB PC FRS (* 20. Februar 1799 auf Powick Court bei Powick, Worcestershire; † 9. April 1880 in London), von 1846 bis 1874 unter dem Namen Sir John Pakington, 1. Baronet bekannt, war ein britischer Staatsmann.

## Leben
John Somerset Russell stammte aus einer bekannten Familie aus Worcestershire. Er besuchte das Eton College und studierte anschließend am Oriel College an der University of Oxford. 1830 erbte er die ansehnlichen Güter seines Onkels Sir John Pakington und nahm darauf dessen Namen an.
1837 wurde er für Droitwich in das House of Commons gewählt. Dort war er Mitglied der Konservativen und zählte zu den treuesten Anhängern Robert Peels, durch den er 1846 zum Baronet, of Westwood Park in the County of Worchester, erhoben wurde.
Als Peel jedoch die Aufhebung der Corn Laws betrieb, sagte sich Pakington von ihm los und stimmte 1846 gegen die Abschaffung der Kornzölle. Neben George Cavendish-Bentinck und Benjamin Disraeli kämpfte er in den vordersten Reihen der Protektionisten und erhielt, als sich im Februar 1852 eine Regierung aus seinen Parteigenossen bildete, das Kriegs- und Kolonialministerium (Secretary of State for War and the Colonies).
Nach dem Rücktritt des Kabinetts im Dezember 1852 neigte Pakington nach und nach zu liberaleren Ansichten. Er setzte sich für die Verbesserung der Volksbildung ein und trat sich 1857 für die Emanzipation der Juden ein.
Dennoch übernahm er in der konservativen Regierung von Edward Stanley, Februar 1858 bis 18. Juni 1859, das Amt des First Lord of the Admiralty; in diesem Amt erwarb sich solche Verdienste, dass er bei dem Rücktritt des Kabinetts das Großkreuz des Bathordens erhielt. In Derbys dritter Regierung übernahm er im Juni 1866 wieder das Marine-Ministerium, vertauschte dasselbe aber im März 1867 mit dem Kriegsministerium, das er bis zum Rücktritt der konservativen Regierung im Dezember 1868 behielt.
Nachdem Pakington bei den Neuwahlen von 1874 nicht wieder gewählt worden war, wurde er von Disraeli mit dem Titel Baron Hampton, of Hampton Lovett and of Westwood in the County of Worcester, zum Peer erhoben und wechselte in das House of Lords. 1875 wurde er zum First Civil Service Commissioner ernannt. Dieses Amt behielt er bis zu seinem Tod.

## Familie
Pakington war dreimal verheiratet. Er starb am 9. April 1880 in London. Sein Titel ging auf seinen ältesten Sohn über, der aus der ersten Ehe stammte.